# Citizendium

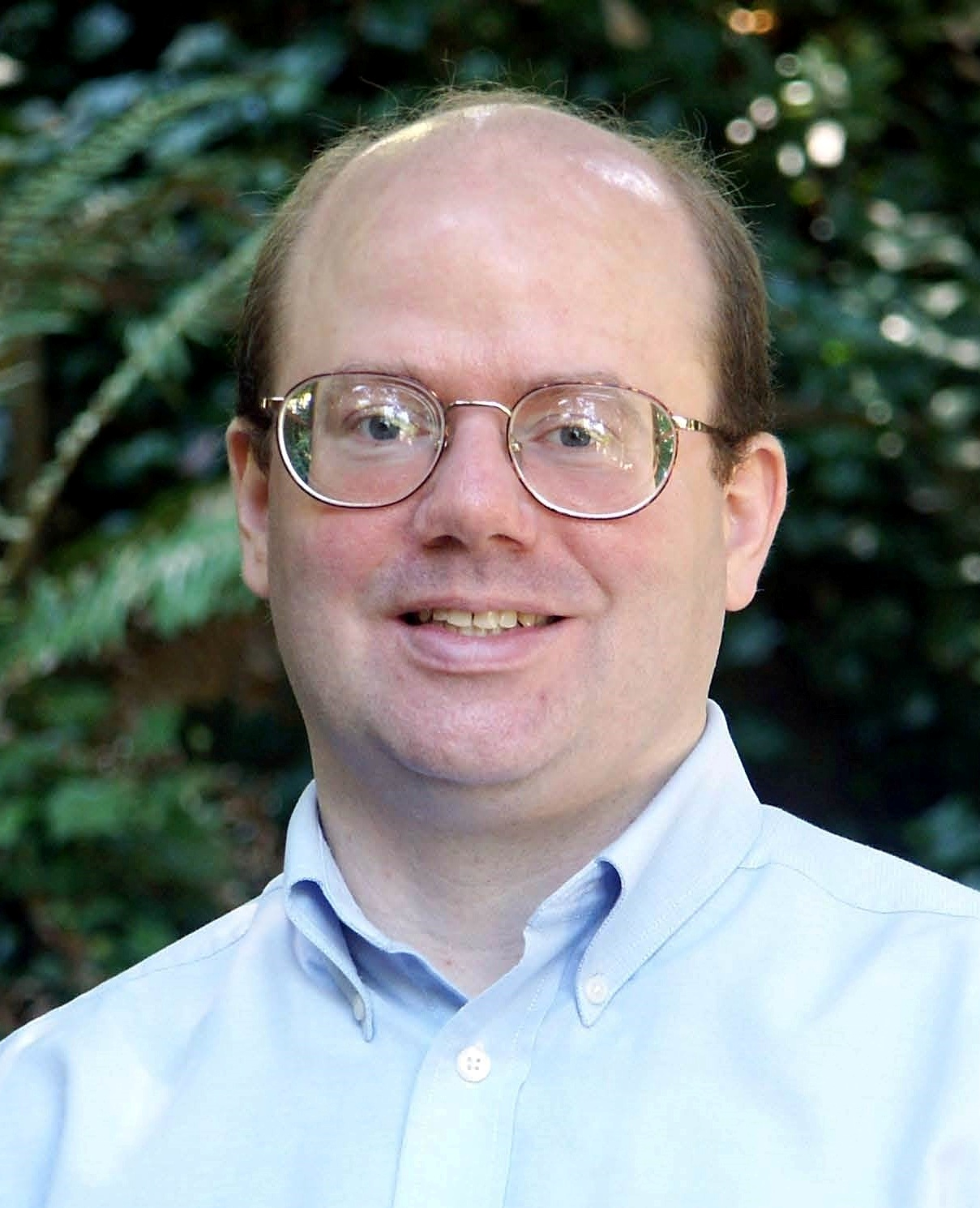
Larry Sanger, a Citizendium alapítója és volt főszerkesztője

A Citizendium egy online elérhető, Wiki-szoftvert használó közösségileg szerkesztett lexikon és az ennek létrehozására 2006-ban alakult projekt, amely egy másik hasonló vállalkozás, a Wikipédia kiváltására jött létre. Működése a Wikipédiához hasonló, ám nem engedi meg, hogy szerkesztői bejelentkezés nélkül és álnéven dolgozzanak. Elődjével ellentétben kiemelt szerepkört hozott létre az egyes területeken jártas szakértőknek.

## Története
A projekt létrehozója és vezetője Larry Sanger, a Wikipédia társalapítója, és korábban annak elődjének tekinthető Nupedia főszerkesztője, majd később a szintén hasonló vállalkozás, a Digital Universe egyik vezetője.
A Citizendium készülő tartalmát 2007. március 25-én tették a nyilvánosság számára is elérhetővé. Jelenleg csak angol változata működik, de célja más nyelvek támogatása is. Az üzemeltető Citizendium Alapítványt a Tides Center nonprofit szervezet működteti.
A Citizendium tartalma a Creative Commons Nevezd meg! Így add tovább! 3.0 licence alapján használható fel, azaz a forrás megnevezésével szabadon terjeszthető.
A Citizendium aktív szerkesztőinek száma 2008 első negyedévében érte el a maximumát, azóta csökken.
2011. október 27-én a portálnak 100-nál kevesebb aktív felhasználója volt.
2017 novemberében 16 938 szócikkel rendelkezett, amelyből 160 érte el a szerkesztői jóváhagyást, és ebben az időben körülbelül 5 aktív felhasználó végzett havonta legalább 1 szerkesztést.
Utolsó vezető szerkesztője Anthony Sebastian volt, 
a poszt 2016-os megüresedéséig.

## Működés, szerkesztési elvek
A Citizendium – akárcsak elődje, a Wikipédia – együttműködő önkéntesek közös munkájával az interneten fejleszti szócikkeit. A Wikipédiától eltérően minden közreműködője köteles (és jogosult) saját, valódi nevén szerkeszteni.
Egy másik különbség, hogy a Citizendiumban a lapoknak két változata:
- egy „jóváhagyott” (approved) és
- egy munkaváltozata létezhet.

A lapokat egy csoport véleményezi, és a megfelelőnek találtakat jóváhagyja. Az olvasók ezt a rögzített változatot látják mindaddig, amíg a háttérben továbbfejlesztett munkaváltozatot ismét jóvá nem hagyják.
A legtöbb résztvevőnek státusza „szerző” (author); a „szerkesztő” (editor) címet egy-egy téma szakértői kapják meg. A Citizendium célja, hogy a tartalmat laikusok és a szakértők közös együttműködésével, úgynevezett „enyhe szakértő támogatással” fejlessze.